# Чарлз Галтон Дарвін
Чарлз Га́лтон Да́рвін (англ. Sir Charles Galton Darwin; 18 грудня 1887, Кембридж — 31 грудня 1962, Кембридж) — британський фізик-теоретик і математик. Член Лондонського королівського товариства (1922). Відомий своїми працями з теорії дифракції рентгенівських променів, статистичної механіки (метод Дарвіна — Фаулера), квантової фізики (квантовомеханічна теорія ефекту Зеемана, теорія електрона діраківського типу тощо). Як громадський діяч увагу приділяв проблемам народонаселення та євгеніки.

## Біографія

### Походження. Початок наукової кар'єри
Чарлз Галтон Дарвін родився у Кембриджі у науковій династії: його батьком був відомий математик і астроном Джордж Говард Дарвін, а дідом — знаменитий природодослідник Чарлз Роберт Дарвін. Його мати, американка Мод дю Пюї (Maud du Puy), була донькою філадельфійського інженера-винахідника. Його хрещеними батьками були також помітні особи — основоположник євгеніки Френсіс Гальтон і знаменитий фізик лорд Кельвін. Юний Дарвін навчався спочатку у підготовчій школі Святої Віри (St. Faith's), а потім отримав класичну освіту в школі Марлборо. З 16-річного віку він став спеціалізуватись на математиці. У 1901 і 1906 роках для отримання практики з німецької мови він відвідав Німеччину, причому у свій другий приїзд мав зустріч у Геттінгені з відомим математиком Карлом Рунге.
У 1906 році Дарвін вступив д Триніті-коледжу Кембриджського університету, де вивчав математику і математичну фізику. Одним з викладачів, що вплинули на долю майбутнього вченого, був Джозеф Лармор, на той час Лукасівський професор математики у Кембриджі; безпосереднім наставником студента був Роберт Альфред Герман. Дарвін закінчив математичний курс (трайпос з математики) п'ятим ранглером (англ. fifth wrangler). Після закінчення навчання у 1910 році він почав працювати у Манчестерському університеті під керівництвом Ернеста Резерфорда, отримавши посаду Шустерівського лектора з математичної фізики (в основному Дарвін читав курси термодинаміки та кінетичної теорії газів). Перші наукові праці Дарвіна були присвячені окремим питанням фізики атмосфери і радіоактивного розпаду торію (разом з Ернестом Марсденом). Згодом він зайнявся проблемою поглинання та розсіювання речовиною альфа-частинок. Його робота на цю тематику стала одним з перших теоретичних досліджень, у яких використовувалось уявлення про ядерну будову атома, запропоновану незадовго перед цим Резерфордом. Ця робота Дарвіна була піддана критиці Нільсом Бором і стала відправним пунктом, з якого останній розпочав свою діяльність у руслі резерфордівських уявлень, що привела його до побудови першої квантової теорії атома. Після приїзду Бора до Манчестера Дарвін обговорював з ним та Генрі Мозлі роль атомного номера у поясненні послідовності розташування хімічних елементів у періодичній системі та можливість експериментальної перевірки цього допущення. У 1913 році Дарвін відійшов від питань атомної фізики, спрямувавши свої зусилля на побудову адекватної теорії дифракції рентгенівських променів.

### Війна. Робота у Кембриджі та Единбурзі
Після початку Першої світової війни Дарвін, який пройшов навчання в Корпусі підготовки офіцерів в Манчестерському університеті, був відправлений у Францію в складі одного з перших британських підрозділів. Протягом приблизно року він перебував у Булоні, забезпечуючи функції цензури і радіозв'язку. Потім він приєднався до Корпусу королівських інженерів, де брав участь в очолюваних Вільямом Лоренсом Бреггом роботах зі звукової локації ворожих снарядів. У 1917 році Дарвін був нагороджений Воєнним Хрестом і направлений у розпорядження Королівських військово-повітряних сил для проведення досліджень шумів, що видаються літаками.
У 1919 році Дарвін був обраний членом Коледжу Христа (англ. Christ's College) у Кембриджі і до 1922 року читав лекції, а також виконував функції консультанта з математики у Кавендіській лабораторії. Цей період відзначається плідною співпрацею з Ральфом Фаулером, підсумком якої стали значимі результати в галузі статистичної механіки. У 1922 році Дарвін отримав посаду запрошеного професора у Каліфорнійському технологічному інституті, де провів рік. На батьківщину він повернувся через Південну Америку, де побував у багатьох місцях, які свого часу відвідав його знаменитий предок під час подорожі на кораблі «Бігль».
У 1924 році Дарвін був запрошений на посаду професора натурфілософії (англ. Tait Professor of Natural Philosophy) Единбурзького університету.
У наступному році він одружився з Кетрін Пембер (англ. Katharine Pember), яка була математиком за професією, дочкою директора оксфордського Коледжу Усіх Душ. У них було п'ятеро дітей. За час перебування в Единбурзі Дарвін зробив свій найсуттєвіший внесок у прояснення окремих питань квантової теорії.

### Адміністративна діяльність. Останні роки
У 1936 році Дарвін отримав адміністративну посаду магістра Коледжу Христа Кембриджського університету. В цей час йому довелося приділити багато уваги проектам спорудження нових будівель на території коледжу. Через два роки його було призначено директором Національної фізичної лабораторії, він змінив на цій посаді Вільяма Брегга. Після початку Другої світової війни Дарвін зайнявся реорганізацією лабораторії, спрямувавши зусилля її співробітників на вирішення військових проблем, зокрема на питання протиповітряної оборони та ранні радарні розробки. У 1941 році у він був направлений до Вашингтона як керівник місії, що мала на меті координацію діяльності британських, американських і канадських вчених, в тому числі й у сфері розробки атомного озброєння. Після повернення до Великої Британії він виконував функції наукового консультанта при Військовому міністерстві.
Лише наприкінці війни Дарвін отримав можливість знову тісно зайнятися проблемами своєї лабораторії. Він став одним з ініціаторів робіт по розвитку електронно-обчислювальної техніки у спеціально створених підрозділах лабораторії, підсумком яких став один з перших британських комп'ютерів Pilot ACE. У 1949 Дарвін пішов у відставку, хоча й залишався членом виконавчого комітету лабораторії з 1953 до 1959 року.
Після виходу у відставку у Дарвіна з'явились час і можливість зайнятися громадською діяльністю, питаннями народонаселення та євгеніки, яким він приділяв велику увагу. Він був президентом Товариства євгеніки у 1953—1959 роках. У повоєнний час він багато подорожував, брав участь в наукових конференціях, у складі державних і громадських місій відвідував різні країни світу: Індію (1937/38, 1946/47, 1956), Ірак (1947) і Таїланд (1953) по лінії ЮНЕСКО, Австралію і Нову Зеландію з лекціями (1956) тощо. Він був членом британської делегації на засіданнях Комісії ООН з атомної енергії, брав участь у Пагвоському русі та відзначенні у 1959 році у ювілею свого діда, Чарлза Роберта Дарвіна. Дарвін був членом низки громадських та державних комітетів, у 1941—1944 роках він обіймав пост президента Лондонського фізичного товариства, у 1939 році обирався віце-президентом Лондонського королівського товариства.

## Наукова діяльність
Дарвін є автором понад 90 наукових публікацій, присвячених в основному оптиці рентгенівських променів, статистичній механіці, квантовій теорії. Для характеристики Дарвіна як ученого можна навести слова нобелівського лауреата Джорджа Паджета Томсона:

Він поділяв національну особливість британської науки — мислити, виходячи з конкретних проблем, і доходити до широких теорій швидше за індукцією, ніж за допомогою деякого апріорного міркування. Все своє життя Дарвін був скоріше математиком-прикладником, ніж фізиком-теоретиком. Його ідеї були отримані з експериментів або з роботи інших людей. Він використовував свої математичні здібності радше для роботи над цими ідеями, ніж для їх висунення
Оригінальний текст (англ.)
He shared the national characteristic of British science of thinking in terms of specific problems and arriving at broad theories by induction rather then by some a priori reasoning. Darwin all his life was an 'applied mathematician' rather than theoretical physicist. His ideas were derived from experiments or from other men’s work. He used his mathematics on them rather then to suggest them.

Далі охарактеризовані основні напрями наукової діяльності та найважливіші результати досліджень Дарвіна.

### Дифракція рентгенівських променів
У 1913 році Дарвін разом з Генрі Мозлі, використовуючи методи Бреггів, розпочав цикл робіт з вивчення дифракції рентгенівських променів. У першій статті (переважно експериментальній) вони виміряли інтенсивність відбитого кристалом пучка рентгенівського випромінювання за іонізацією речовини, що викликалася ним. У наступних двох роботах, написаних Дарвіном одноособово і опублікованих у лютому та квітні 1914 року, він заклав основи динамічної теорії дифракції рентгенівських променів. Його перші розрахунки стосувалися відбиття променів від ідеального кристала і дали значно занижену величину ефективності цього процесу у порівнянні з результатами вимірювань Мозлі. Дарвін прийшов до висновку, що ця розбіжність пов'язана з недосконалістю реальних кристалів. Він врахував цю недосконалість в своїй мозаїчної моделі, припустивши, що кристал складається з по різному зорієнтованих блоків, розташованих на різних глибинах від поверхні зразка. Випромінювання, відбите кожним блоком, додається і дає шукане збільшення інтенсивності відбитого пучка порівняно з ідеальним випадком. У цих статтях та у статті від 1922 року були також розглянуті температурні ефекти й встановлено зв'язок з розсіюванням випромінювання окремими атомами. Праці Дарвіна з дифракції рентгенівських променів тепер вважаються класичними. За словами Вільяма Лоуренса Брегга,

З тих пір формули, встановлені Дарвіном, були основою для інтерпретації кількісних вимірювань … Рентгенівські кристалографи завжди вважали цю оригінальну і повну уяви роботу Дарвіна, проведену на такому ранньому етапі розвитку тематики, одним з кращих його внесків у науку.
Оригінальний текст (англ.)
The formulae which Darwin established have been the basis for interpreting quantitative measurements ever since... X-ray crystallographers have always regarded this imaginative and original work of Darwin, produced at such an early stage of the subject, as one of his finest contributions to science.

Основні наукові праці за напрямом:
- H. G. J. Moseley, C. G. Darwin. The reflexion of the X-rays // Philosophical Magazine Series 6. — 1913. — Т. 26, № 151. — С. 210—232.
- C. G. Darwin. The theory of X-ray reflexion // Philosophical Magazine Series 6. — 1914. — Т. 27, № 158. — С. 315—333.
- C. G. Darwin. The theory of X-ray reflexion. Part II // Philosophical Magazine Series 6. — 1914. — Т. 27, № 160. — С. 675—690.
- C. G. Darwin. The reflexion of X-rays from imperfect crystals // Philosophical Magazine Series 6. — 1922. — Т. 43, № 257. — С. 800—829.

### Статистична механіка
У 1922 році Дарвін разом з Ральфом Фаулером розглянув класичну статистику невзаємодіючих частинок і показав, що стан газу зручніше описувати у термінах середніх (а не найімовірніших) величин. Це приводить до необхідності обчислення статистичних інтегралів, які можуть бути представлені у вигляді контурних інтегралів й оцінені за допомогою методу перевалу. Розроблений підхід до обчислення статистичних інтегралів відомий тепер як метод Дарвіна — Фаулера. Вони також показали, що основні положення класичної термодинаміки можуть бути легко отримані з даного статистичного опису.
Основні наукові праці за напрямом:
- C. G. Darwin, R. H. Fowler. On the partition of energy // Philosophical Magazine Series 6. — 1922. — Т. 44, № 261. — С. 450—479.
- C. G. Darwin, R. H. Fowler. On the partition of energy. Part II. Statistical principles and thermodynamics // Philosophical Magazine Series 6. — 1922. — Т. 44, № 261. — С. 823—842.

### Квантова теорія
Під час роботи у Манчестері, Дарвін був безпосереднім свідком зародження квантової теорії будови атома. До того ж він перебував під значним враженням від ідей Анрі Пуанкаре, котрий вказав, що ідея квантів веде до відмови від класичного детермінізму на користь ймовірнісних представлень. Однак перший серйозний внесок у розроблення квантової тематики він зробив лише після війни, у 1919. Він перевірив проведені Арнольдом Зоммерфельдом розрахунки тонкої структури водневого спектру і з метою повнішого врахування релятівістських ефектів запропонував використовувати потенціали, що запізнюються, для опису взаємодії електрона з ядром.
Мабуть, Дарвін одним з перших усвідомив необхідність подальшої відмови від класичних уявлень з метою побудови послідовної квантової теорії. У неопублікованій статті 1919 року він писав:

Я давно уже вважав, що фундаментальні основи фізики знаходяться в жахливому стані. Значні досягнення квантової теорії весь час підкреслювали не лише її значення, а й суттєві суперечності, що лежать в її основі … Може статися, що буде потрібно фундаментально змінити наші уявлення про час і простір, або відмовитися від збереження речовини і електрики, або навіть як остання можливість приписати електрону свободу волі.

Ці міркування привели Дарвіна до ідеї щодо трактування закону збереження енергії як статистичного (а не точного) закону, яке він використовував у 1922-му для побудови теорії оптичної дисперсії. Незабаром він зустрів серйозні труднощі на цьому шляху. Хоча подолати їх не вдалося, він дуже близько підійшов до усвідомлення ключової ролі корпускулярно-хвильового дуалізму і необхідності створення нової концептуальної схеми, яка об'єднала б квантові уявлення і хвильовий опис електромагнітної теорії. Втім, його думки в той час залишилися непоміченими науковим співтовариством.
Після переїзду до Единбурга Дарвін зайнявся питаннями магнітооптики, зокрема теорією ефекту Зеемана, який він спочатку трактував з класичних позицій, а потім за допомогою дисперсійної теорії Крамерса — Гейзенберга, що ґрунтувалась принципі відповідності. Після появи хвильової механіки він розглянув ефект Зеемана на основі рівняння Шредінгера. У тій же роботі 1927 року було побудовано математичну схему (одночасно з Вольфгангом Паулі), що дозволяла увести поняття спіна електрона у квантову механіку.
У тому ж 1927 році Дарвін зробив спробу побудувати квантово-механічну теорію електрона, представивши останнього у вигляді двокомпонентної хвилі (своєрідного «вектора»). Він вивів відповідні хвильові рівняння і розрахував на їх основі спектр водню, проте в подальшому виникли серйозні проблеми з інтерпретацією результатів через неінваріантність теорії відносно повороту осей координат, в яких будуються «вектори». Після появи на початку 1928 року статті Поля Дірака з його релятивістським рівнянням електрона, що описувався чотирикомпонентною хвильової функцією, з'ясувалося, що теорія, запропонована Дарвіном, є лише деяким наближенням теорії Дірака. Дарвін відразу ж зайнявся одержанням наслідків рівняння Дірака, переписавши його на зрозумілішу для інших фізиків мову диференціальних рівнянь. Він показав, що це рівняння дає вірні результати не лише у першому, а й у вищих наближеннях, розрахував тонку структуру спектру водородню й обчислив магнітний момент електрона.
У низці наступних робіт Дарвін детально і на прикладах роз'яснював нові ідеї (зокрема, співвідношення невизначеностей і принцип додатковості) та їх наслідки, що було особливо корисно для фізиків-експериментаторів. Велику популярність отримала його книга «Сучасне уявлення про матерію» (The New Conceptions of Matter), написана на основі курсу лекцій, прочитаного в Америці. У цій книзі, написаній для неспеціалістів, знайшли відображення його філософські погляди з питань квантової фізики. Так, він надавав перевагу хвильовій механіці перед матричною, оскільки, на його думку, перша дозволяє наочно представляти фізичні процеси (в цьому сенсі вона тісно пов'язана з класичними хвильовими теоріями), тоді як друга надто абстрактна. З цією позицією Дарвіна пов'язане те, що він віддавав онтологічну першість хвилям, а не частинкам.
Основні наукові праці за напрямом:
- C. G. Darwin. The dynamical motions of charged particles // Philosophical Magazine Series 6. — 1920. — Т. 39, № 233. — С. 537—551.
- C. G. Darwin. A Quantum Theory of Optical Dispersion // Nature. — 1922. — Т. 110. — С. 841—842.
- C. G. Darwin. The Wave Theory and the Quantum Theory // Nature. — 1923. — Т. 111. — С. 771—773.
- C. G. Darwin. The Zeeman Effect and Spherical Harmonics // Proc. R. Soc. Lond. A. — 1927. — Т. 115. — С. 1—19.
- C. G. Darwin. The Electron as a Vector Wave // Proc. R. Soc. Lond. A. — 1927. — Т. 116. — С. 227—253.
- C. G. Darwin. The Wave Equations of the Electron // Proc. R. Soc. Lond. A. — 1928. — Т. 118. — С. 654—680.
- C. G. Darwin. The New Conceptions of Matter. — London : Bell & Sons, 1931. Видання російською: Ч. Г. Дарвин. Современное представление о материи. — М.; Л. : ОНТИ, 1937.

### Праці за іншими тематиками
Окрім відзначених вище, слід коротко перелічити деякі результати Дарвіна по ряду часткових питань з різних галузей фізики. У 1914 році, перед самим початком війни, він розглянув проблему, пов'язану із зіштовхуванням альфа-частинок з легкими атомами, що перебувала у руслі досліджень Резерфорда. У 1924 році, залишаючись у рамках уявлень класичної фізики, він звернувся до питання визначення оптичних властивостей речовини за особливостями розсіяного випромінювання. Декілька разів протягом свого життя (у 1934 та 1943 роках) Дарвін повертався до теми поширення радіохвиль в іоносфері Землі, зокрема він показав, що немає необхідності враховувати вплив так званого Лоренцового локального поля на рух вільних електронів в іоносферній плазмі. Серед інших тем, до яких він іноді звертався — гідродинаміка, геомагнетизм, загальна теорія відносності. Дарвін також написав декілька робіт з чисто математичних питань (функція Вебера, конформні відображення, еліптичні функції).
Деякі статті:
- C. G. Darwin. Collision of alpha-particles with light atoms // Philosophical Magazine Series 6. — 1914. — Т. 27, № 159. — С. 499—506.
- C. G. Darwin. The optical constants of matter // Trans. Camb. Phil. Soc. — 1924. — Т. 23. — С. 137—167.
- C. G. Darwin. The Refractive Index of an Ionized Medium. II // Proc. R. Soc. Lond. A. — 1943. — Т. 182. — С. 152—166.
- C. G. Darwin. The Gravity Field of a Particle // Proc. R. Soc. Lond. A. — 1959. — Т. 249. — С. 180—194.

## Дарвін і євгеніка
Інтерес до проблеми поліпшення людства, до євгеніки був сімейною традицією Дарвінів. Багато представників цього сімейства (серед них і батьки Чарльза Галтона Дарвіна) підтримували євгенічний рух і навіть були членами Товариства євгеніки (Eugenics Society, див. Інститут Гальтона), утвореного у 1907 році. Сам Дарвін, мабуть, поділяв основні принципи тодішньої євгеніки, в тому числі забобони щодо нижчих класів (про які в привілейованих шарах суспільства мали дуже смутні уявлення). І хоча він не вважав себе фахівцем у біології або еволюційної теорії, як зазначає Томас Блейн,

За своєю природою, вихованням чи випадковим збігом обставин він, можливо, поділяв тенденцію, якою відзначалися мужчини сім'ї Дарвінів з покоління його батька, — готовність прийняти без зайвих запитань гіпотези, що не належать до сфери їх компетенції. 
Оригінальний текст (англ.)
By nature, nurture or pure coincidence, he perhaps shared a tendency that had been marked in the Darwin men of his father’s generation — a readiness to accept with too little questioning hypotheses outside their own expertise.

Проте, протягом тривалого часу він не брав участі в євгенічному русі, будучи зайнятим поточними науковими та викладацькими турботами. Лише у 1930 році за наполяганням дядька Леонарда він став пожиттєвим членом Товариства євгеніки, однак як і раніше практично не брав участі в його роботі до 1939 року, коли прочитав традиційну Гальтонівську лекцію і був обраний віце-президентом Товариства. У своїй лекції він вказав на необхідність «позитивної євгеніки», що підтримує кращих представників людства, на противагу пропагованої раніше «негативної євгеніки», яка закликала до обмеження розмноження «небажаних елементів» і здавалася йому вкрай неефективною. Найкращою оцінкою значущості людини він вважав величину її доходу (Eugenics by taxation ), хоча і не вважав за можливе здійснити євгенічну політику такого роду при демократичному ладі.
Надалі Дарвін і надалі не проявляв активності у сфері євгеніки, вважаючи що він, як державний службовець, не має права висловлюватися на настільки гострі теми. Лише після виходу у відставку в 1949 році у він отримав можливість приділити цій проблематиці більше уваги. У 1952 році він опублікував книжку «Наступний мільйон років» (The Next Million Years), що здобула широку популярність, і у якій звернувся до проблеми «мальтузіанської катастрофи» (постійне зростання населення Землі, яке обмежується лише голодом і війнами в умовах вкрай обмежених ресурсів), яку вважав неминучою. Причиною цього, згідно з Дарвіном, є нездатність людства раціонально обмежувати свою чисельність, подібно до того, як людина управляє кількістю і якістю свійських тварин (в цьому сенсі людина — «дика» тварина). Методи планування сім'ї на індивідуальному рівні спираються на свідомість окремих людей, чого не можна очікувати від всіх представників населення навіть однієї країни, не кажучи вже про людство в цілому (до того ж свідомість не передається у спадок). Для розгляду проблем народонаселення Дарвін скористався методами статистичної фізики і термодинаміки, одним з перших застосувавши їх до суспільних явищ. Його песимістичні неомальтузіанські погляди неодноразово піддавались критиці. Томсон зазначає, що, можливо, Дарвін недооцінив можливостей відбору на груповому рівні, розглядаючи виключно індивідуальні характеристики людей. Відомий фізик і соціолог науки Джон Бернал писав з приводу книжки Дарвіна:

У його книзі, як і у книзі будь-якого іншого неомальтузіанця, ми не знайдемо майже жодних слідів того, що стало відомим — і що уже було зроблено, — щоб використати науку для вирішення елементарної задачі постачання людей продовольством.

У наступному, 1953 році Дарвіна було обрано президентом Товариства євгеніки і обіймав цю посаду до 1959 року. Одночасно у 1952—1956 роках він брав участь у проекті Promising Families, що став спробою практичного втілення принципів «позитивної євгеніки». Метою проекту було розроблення критеріїв виявлення сімей, що найбільше були б достойними мати якнайбільшу кількість дітей, та розвиток методів допомоги (у тому числі фінансової) таким сім'ям. Проект не отримав широкого розвитку і підтримки у суспільстві. Дарвін неодноразово висловлював сумніви в досяжності цілей євгенічного руху та його майбутнього. Його песимістична точка зору виявилася вірною: інтерес до євгеніки падав в умовах розвитку державної системи соціального забезпечення. Незабаром після смерті Дарвіна Товариство євгеніки було перетворено в чисто благодійне, а у 1968 році було припинене видання його журналу «Eugenics Review».
Основні публікації:
- C. G. Darwin. Positive Eugenic Policy: Galton Lecture to the Eugenics Society on February 16, 1939 // Eugenics Review. — 1939. — Т. 31, № 1. — С. 13—22.
- C. G. Darwin. The Next Million Years. — London : Rupert Hart-Davis, 1952.
- C. G. Darwin. Problems of world population: Rede Lecture. — Cambridge : University Press, 1958.

## Нагороди
- Воєнний Хрест (1917)
- Королівська медаль (1935)
- Кельвінівська лекція (1940)
- Лицар-командор Ордену Британської імперії (1942)
- Почесний член коледжу Христа та Триніті-коледжу Кембриджського університету
- Почесний доктор Манчестерського університету, коледжу Святого Андрея, Триніті-коледжу Дублінського університету, університетів Делі, Единбурга, Чикаго, Каліфорнійського університету; почесний бакалавр наук Бристольського університету
- Почесний член Французького фізичного товариства і Американського філософського товариства.